# Sacha Massot
Sacha Massot (Tongeren, 24 ottobre 1983) è un ex cestista e allenatore di pallacanestro belga.

## Carriera
Con il Belgio ha disputato i Campionati europei del 2013.

## Palmarès

### Giocatore
- Campionato belga: 4

Spirou Charleroi: 2003-04, 2008-09, 2009-10, 2010-11
- Coppa del Belgio: 1

Spirou Charleroi: 2009

### Allenatore
- Coppa del Belgio: 1

Limburg: 2022